# Gunnar Wennerberg
Gunnar Wennerberg (ur. 2 października 1817 w Linköping, zm. 22 sierpnia 1901 w Läckö) – szwedzki kompozytor, poeta i polityk.

## Życiorys
W dzieciństwie uczył się gry na fortepianie i skrzypcach oraz śpiewu. W latach 1837–1845 studiował filologię klasyczną, nauki przyrodnicze, filozofię i estetykę na uniwersytecie w Uppsali. W 1845 roku uzyskał stopień doktora. Od 1845 do 1847 roku wykładał na tej uczelni jako docent estetykę. Od 1849 roku był nauczycielem w szkole katedralnej w Skara. Po 1861 roku zaangażował się w karierę polityczną, od 1876 roku do końca życia zasiadał jako deputowany w Riksdagu. W latach 1870–1875 i 1888–1891 pełnił funkcję ministra kultury. Od 1875 do 1888 roku był gubernatorem regionu Kronoberg. Od 1850 roku był członkiem Królewskiej Akademii Muzycznej, a od 1867 roku Akademii Szwedzkiej.
W zakresie kompozycji był samoukiem. Inspirował się dawną muzyką, szczególnie twórczością Georga Friedricha Händla. Zasłynął przede wszystkim jako twórca muzyki wokalnej, był autorem popularnej pieśni patriotycznej Hör oss, Svea! (1853). Opublikował zbiór duetów na bas i baryton z towarzyszeniem fortepianu Gluntarne (1849–1851) oraz zbiór 55 psalmów na głos lub głosy solowe, chór i fortepian (1861–1886). Skomponował także cykl oratoriów poświęconych życiu Jezusa Chrystusa: Jesu födelse (1860), Jesu dom (1901) i Jesu död (1902, nieukończone).
Był odznaczony krzyżem kawalerskim (1863) i wielkim Orderu Gwiazdy Polarnej (14 maja 1873) oraz Orderem Serafinów (1 grudnia 1890).